# Fabiana Moraes
 (juin 2017).
Si vous disposez d'ouvrages ou d'articles de référence ou si vous connaissez des sites web de qualité traitant du thème abordé ici, merci de compléter l'article en donnant les références utiles à sa vérifiabilité et en les liant à la section « Notes et références ».
Fabiana dos Santos Moraes (née le 5 juin 1986 à São Paulo) est une athlète brésilienne, spécialiste des haies.
Championne des Jeux de la Lusophonie 2006, elle est vice-championne de ces mêmes Jeux en 2009. Elle se classe 3edes Championnats d'Amérique du Sud en 2009 et 2013. Elle devient championne d'Amérique du Sud 2017 à Luque.